# Pont Anglais (Saint-Pétersbourg)
Le pont Anglais (ou pont des Anglais) (russe : Английский мост) est un pont piétonnier traversant la rivière Fontanka à Saint-Pétersbourg, en Russie.

## Histoire
Cinq ponts en bois ont existé sur cet emplacement jusqu'en 1910. Le nouveau pont a eu en charge le trafic passant précédemment  par le pont égyptien après que ce dernier se soit effondré en 1905.
Le pont moderne a été reconstruit en 1962-1963 selon les dessins des architectes Arechev et Vassilkovski, sous la supervision de l'ingénieur Kerlikov. Les grilles métalliques ont un modèle simple.
Le pont tient son nom du proche quai anglais, ou quai des Anglais.